# Il cliente (romanzo)
Il Cliente (The Client) è un romanzo di John Grisham, pubblicato nel 1993. È un best seller internazionale che oltre a essere considerato uno dei miglior libri del genere, ha dato origine all’omonimo successo cinematografico uscito nel 1994.

## Personaggi principali
- Mark Sway
- Reggie Love: avvocato, specializzata in cause minorili
- Barry "la lama" Muldanno: mafioso
- J. Roy "reverendo" Foltrigg: procuratore generale federale di New Orleans
- Larry Trumann: agente FBI di New Orleans
- Jason McThune: agente FBI di Memphis
- Harry Roosevelt: giudice del tribunale minorile di Memphis

## Personaggi secondari
- Ricky Sway: fratello di Mark
- Dianne Sway: madre di Mark e Ricky
- Jerome Clifford: avvocato di Muldanno
- Wally Boxx: assistente di Foltrigg
- Thomas Fink: assistente di Foltrigg
- Dr. Greenway: medico di Ricky
- George Ord: procuratore generale federale di Memphis
- Clint Van Hooser: segretario di Reggie
- Mamma Love: madre di Reggie

## Trama
Mark Sway e il suo fratellino assistono casualmente al suicidio di un avvocato di New Orleans che prima di morire rivela al piccolo Mark il segreto dell'omicidio di un senatore. Qui comincia l'incubo per la famiglia Sway: il fratellino finisce sotto shock e la madre per potergli stare accanto perde il lavoro. Intanto l'FBI, capeggiata dall'ambizioso procuratore Roy Foltrigg, cerca di costringere Mark a confessare quello che gli è stato detto, mentre la mafia, con il terribile Barry Muldanno, tenterà con ogni mezzo di eliminarlo. L'ultimo baluardo a difesa del piccolo Mark sarà un intrepido avvocato che farà di tutto per salvarlo da quella che sembra essere una situazione senza scampo.

## Trasposizioni
Da questo libro è stato tratto nel 1994 il film Il cliente con Susan Sarandon e Tommy Lee Jones, con la regia di Joel Schumacher.
Al film è seguita la serie televisiva Il cliente, composta da 21 episodi andati in onda tra il 1995 e il 1996.
In entrambe le produzioni John Grisham ha partecipato in qualità di sceneggiatore.

## Edizioni italiane
- Il Cliente, traduzione di Roberta Rambelli, Collana Omnibus stranieri, Milano, Mondadori, settembre 1993, ISBN 978-88-043-6895-3.
- Il Cliente, traduzione di R. Rambelli, Collana Oscar Bestsellers n.524, Milano, Mondadori, maggio 1995,  p. 474, ISBN 88-04-40010-2. - Collana I MITI, Mondadori, 2001, ISBN 978-88-044-9565-9; Collana Oscar Smart Collection, Mondadori, 2014, ISBN 978-88-046-4190-2; 2024, Hearst Magazines Italia.